# Каппа Большого Пса
Каппа Большого Пса (лат. κ Canis Majoris) — одиночная бело-голубая звезда в созвездии Большого Пса. Видна невооружённым глазом и обладает видимой звёздной величиной +3,87. На основе измерения годичного звёздного параллакса, равного 7,70 мсд, была получена оценка расстояния до звезды, равная 660 световым годам.
Это звезда спектрального класса B, полное обозначение спектрального класса и класса светимости B1.5 Ve, хотя Хилтнер и др. (1969) указывают класс B1.5 IVe, что указывает на принадлежность к субгигантам. Индекс 'e' показывает, что это быстро вращающаяся Be-звезда с околозвёздным диском из разогретого газа. Радиус диска составляет около 0,20 ± 0,06 или 3,7 радиусов звезды. Предположительно, звезда является переменной типа Гаммы Кассиопеи, её блеск меняется от +3,4 до +3,97. Звезда стала на 50% ярче между 1963 и 1978 годами, видимая звёздная величина изменилась с 3,96 до 3,52.

## Название
В китайском языке название 弧矢 (Hú Shǐ), означающее Лук и стрелы, относится к астеризму, состоящему из κ Большого Пса, δ Большого Пса, η Большого Пса, HD 63032, HD 65456, ο Кормы, k Кормы, ε Большого Пса и π Кормы. Следовательно, κ Большого Пса сама известна как 弧矢八 (Hú Shǐ bā, англ. the Eighth Star of Bow and Arrow, Восьмая звезда Лука и стрел.)